# 韋德梅季齊湖
48°05′59″N 24°33′15″E / 48.09972°N 24.55417°E

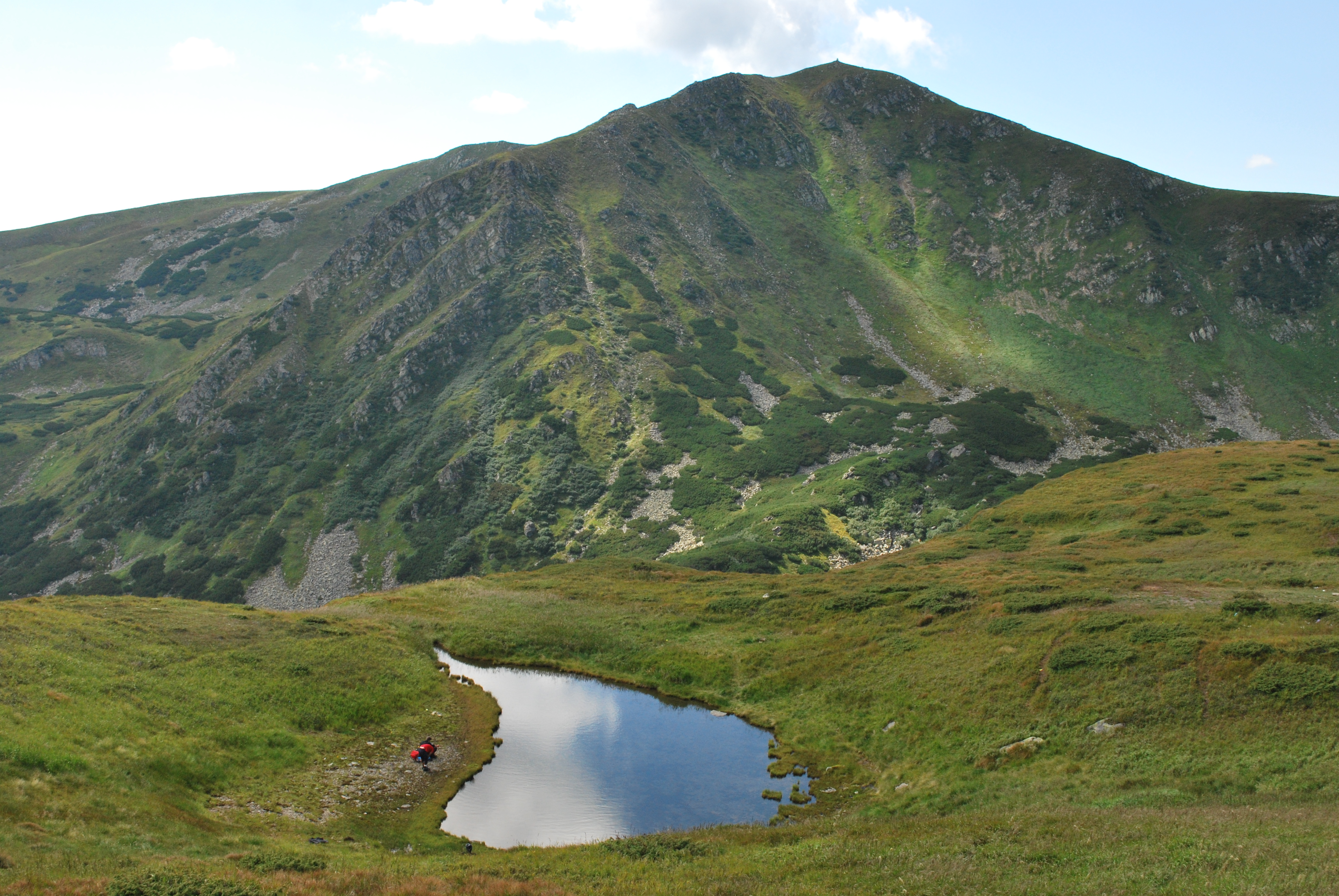

韋德梅季齊湖（烏克蘭語：Ведмедиці），是烏克蘭的湖泊，位於該國西部外喀爾巴阡州的拉希夫區，處於喬爾諾戈拉山脈，最大水深0.4米，該湖泊海拔高度1873米。